# Боски, Мария Элена
Мария Элена Боски (итал. Maria Elena Boschi; род. 24 января 1981, Монтеварки, провинция Ареццо, регион Тоскана) — итальянский политик, министр конституционных реформ и по связям с парламентом в правительстве Ренци (2014—2016), секретарь аппарата правительства Джентилони (2016—2018).

## Биография

### Ранние годы и начало политической карьеры
Мария Элена Боски — дочь предпринимателя Пьера Луиджи Боски (Pier Luigi Boschi) и Стефании Агрести (Stefania Agresti), которая впоследствии стала вице-мэром Латерины; родилась в Монтеварки (поскольку там находилась ближайшая больница), но детство провела с семьёй в Латерине. Училась в лицее Петрарки (Ареццо) и затем во Флорентийском университете, мастер корпоративного права, работала адвокатом. В 2009 году на выборах мэра Флоренции поддержала кандидатуру противника Маттео Ренци — Микеле Вентуры. Тем не менее, победивший на выборах Ренци привлекал её к работе в качестве юрисконсульта (в частности, Боски курировала приватизацию городской транспортной компании Флоренции ATAF, которая позднее спровоцировала забастовку протеста водителей). В декабре 2013 введена в состав Национального правления Демократической партии, где отвечает за институциональные реформы. За активную поддержку Ренци на заседаниях «Движения сборщиков металлолома» (Movimento dei rottomatori) в здании бывшего вокзала Леопольда (по другой версии — за появление на заседаниях в элегантных «леопардовых» туфлях) получила прозвище «Ягуара» (Giaguara).

### Депутат парламента (с 2013)
В 2013 году избрана в Палату депутатов Италии XVII созыва по списку Демократической партии в XII избирательном округе Тосканы, с 7 мая 2013 года состояла в I комиссии (вопросы Конституции, Совета министров и по внутренним делам), на заседаниях комиссии её замещал Марко Ди Майо.

### Министр по конституционным реформам и связям с парламентом в правительстве Ренци (2014—2016)
22 февраля 2014 года Боски принесла присягу в качестве министра без портфеля по конституционным реформам и связям с парламентом в правительстве Ренци.

#### Закон Боски
Первые месяцы работы в правительстве тесно связали её имя с проведением через парламент законопроекта о выборах в Палату депутатов и конституционной реформы, касающейся порядка формирования и полномочий Сената (законопроект о конституционной реформе в прессе стали называть законом Боски).

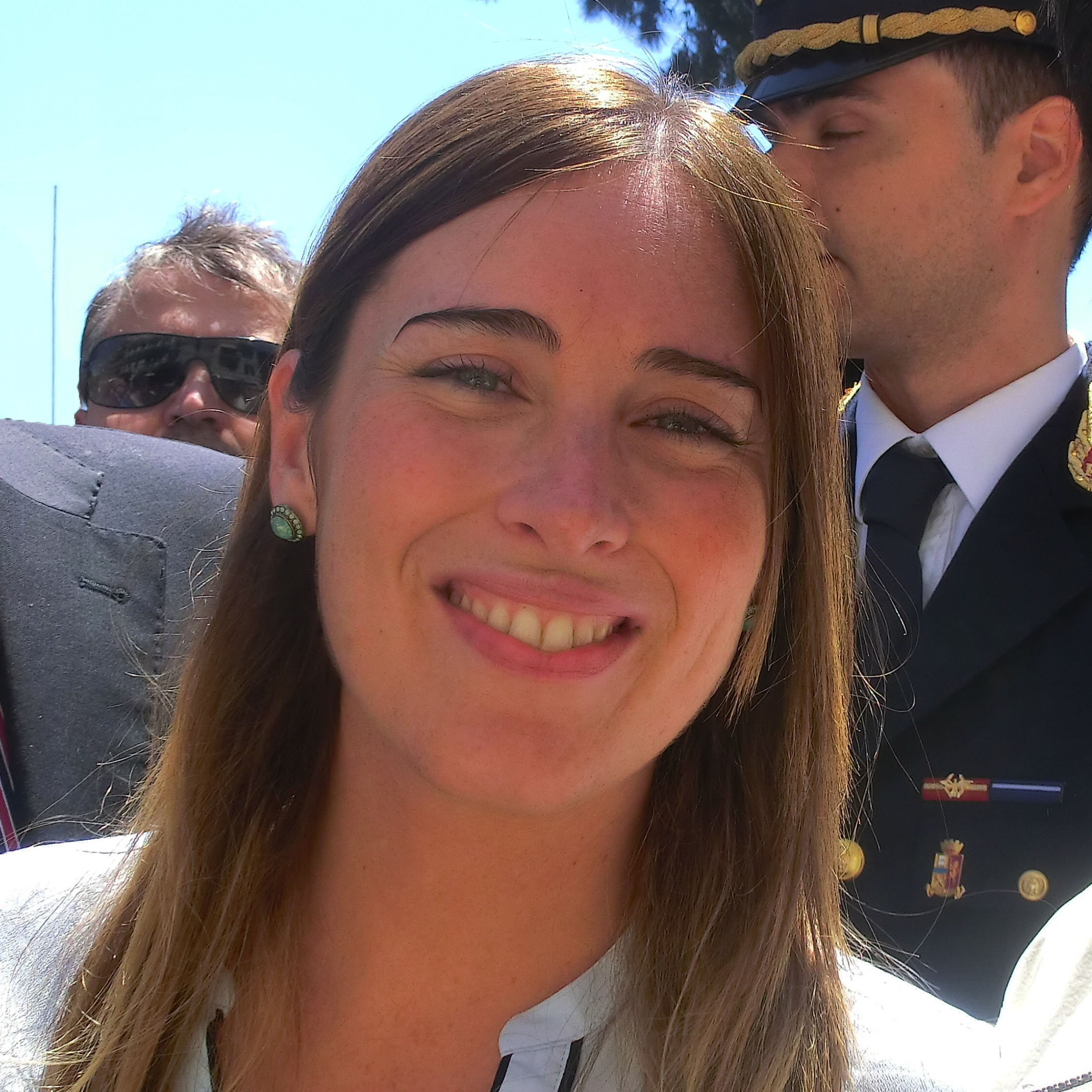
Боски во время европейской предвыборной кампании 2014 года.

10 марта 2015 года Палата депутатов большинством в 357 голосов против 125 при 7 воздержавшихся одобрила в первом чтении «закон Боски» о реформе Сената. При этом и во фракции Демократической партии, и во фракции «Вперёд, Италия» произошёл раскол — 3 представителя правящей партии воздержались, а 15 не участвовали в голосовании. Ввиду изменений в тексте законопроект вновь возвращён в Сенат. Законопроект предполагал пересмотр главы V второй части Конституции. Численность сенаторов снижалась до 100 человек, полномочия Сената сокращались, формироваться он должен был не в результате прямых выборов, а путём делегирования законодательными собраниями регионов своих представителей. Облегчалась процедура прохождения правительственных законопроектов, изменялся кворум для выборов президента Италии: отменялось участие в голосовании делегатов регионов (оставались только сенаторы и депутаты), для победы в первых трёх турах требовалось получить большинство 2/3 численности избирательной ассамблеи, в четвёртом — 3/5 её численности, начиная с седьмого — 3/5 от числа участвующих в голосовании. Кроме того, в административно-территориальном делении Италии ликвидировались провинции — в новой редакции статья 119 Конституции требовала бы принятия нового закона, призванного разграничить полномочия коммун, городских метрополий и регионов.
11 января 2016 года Палата депутатов после повторного рассмотрения законопроекта утвердила его большинством 367 голосов против 194 при пяти воздержавшихся в версии, одобренной Сенатом 15 октября 2015 года, после чего он вновь вернулся в верхнюю палату. Противники планов конституционной реформы, объединённые в «Комитет Нет» (Comitato del No) заявили о наличии достаточной поддержки для вынесения законопроекта на референдум.
20 января 2016 года Сенат большинством 180 голосов против 112 при одном воздержавшемся одобрил законопроект и вернул его на окончательное утверждение в Палату депутатов. Левое меньшинство Демократической партии согласилось поддержать реформу только при условии введения в неё положения о прямых выборах сенаторов.
12 апреля 2016 года Палата депутатов большинством 361 голос против 7 при двух воздержавшихся одобрила законопроект в окончательном шестом чтении, и вопрос был вынесен на следующий этап — референдум. В тексте сохранились положения об отмене прямых выборов сенаторов и лишении Сената права голосовать за доверие правительству. Фракции Движения пяти звёзд, Вперёд, Италия, Лиги Севера, Братьев Италии и объединённая фракция мелких левых партий «Итальянские левые» (Sinistra Italiana) не участвовали в голосовании.
4 декабря 2016 года состоялся конституционный референдум по вопросу одобрения предложенной реформы, по результатам которого правительство потерпело поражение (40,9 % избирателей проголосовали «за», 59,1 % — «против» при явке почти 70 %). Ближайшим политическим результатом такого исхода стала отставка правительства Ренци.

#### Легализация гражданского партнёрства для однополых пар

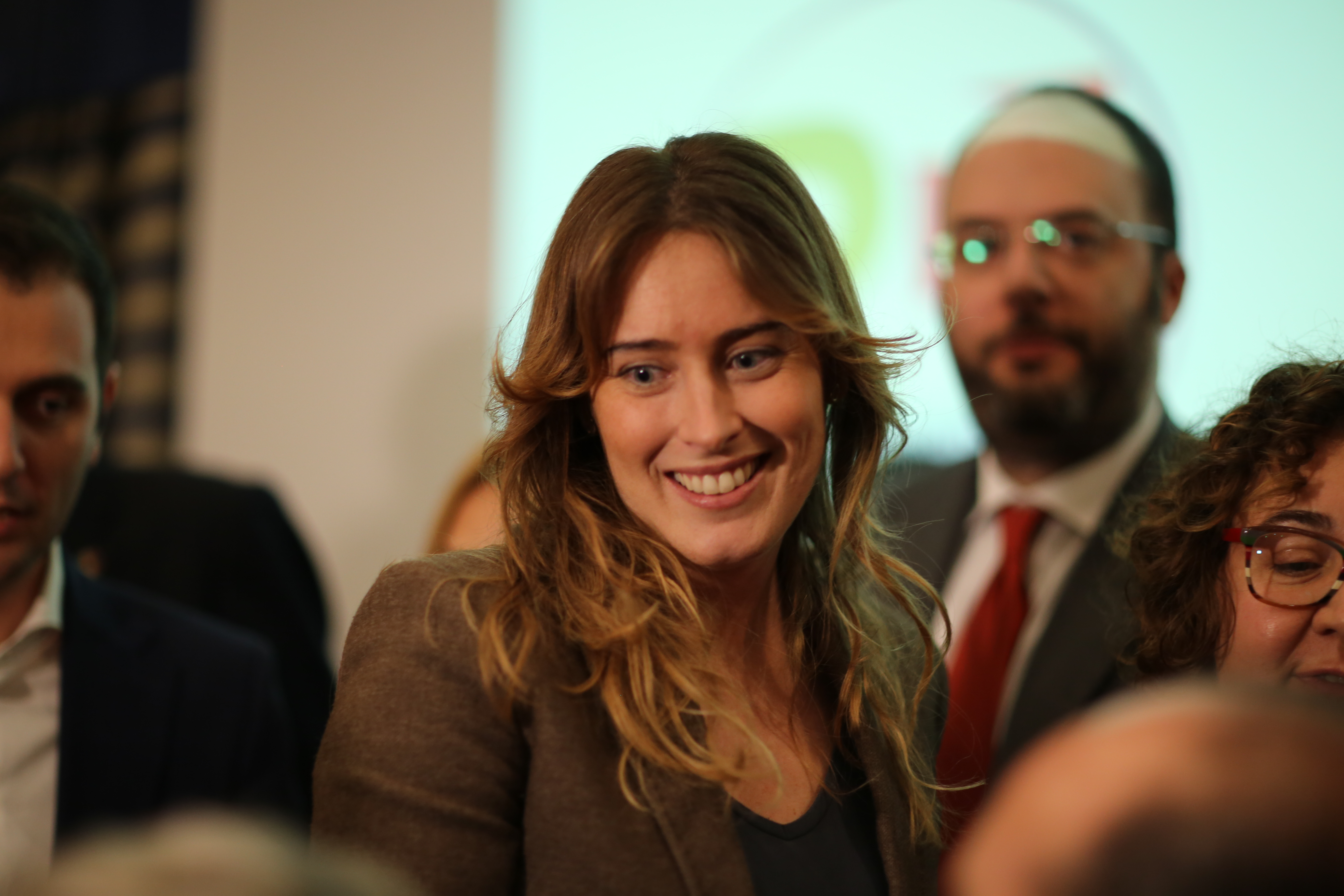
Боски 1 апреля 2016 года в Болонье на конференции «Реформа, которая изменит Италию».

По сведениям британской газеты The Independent, Боски сотрудничала с известной представительницей партии «Вперёд, Италия» Марой Карфанья, добиваясь проведения через итальянский парламент законодательства о легализации в Италии гражданского партнёрства для однополых пар.
11 мая 2016 года Палата депутатов большинством 372 голоса против 51 при 99 воздержашихся в окончательном чтении одобрила этот закон.

#### Скандал с Banca Etruria
9 декабря 2015 года в прессе появились сообщения о трагедии в городе Чивитавеккья, где совершил самоубийство пенсионер, потерявший все свои сбережения — 100 тыс. евро — в Banca Etruria, хотя это учреждение попало в число четырёх, которым правительство решило оказать помощь мерами административного характера. К этому моменту в течение нескольких месяцев вице-президентом банка являлся отец Марии Элены — Пьер Луиджи Боски, и она выступила с публичным заявлением, что считает его порядочным человеком, а все обвинения в его адрес вызваны его родством с министром действующего правительства. В отношении Марии Элены Боски также выдвигались обвинения в наличии конфликта интересов, однако в её защиту приводятся следующие аргументы: решения о спасении банков готовились Министерством экономики и финансов и утверждены правительством, то есть лично Боски не имеет к ним отношения.
Фракция Движения пяти звёзд потребовала голосования вотума недоверия в отношении Боски, и 18 декабря 2015 года большинством 373 голоса против 129 Палата депутатов высказалась за доверие.

#### Скандал с Федерикой Гуиди

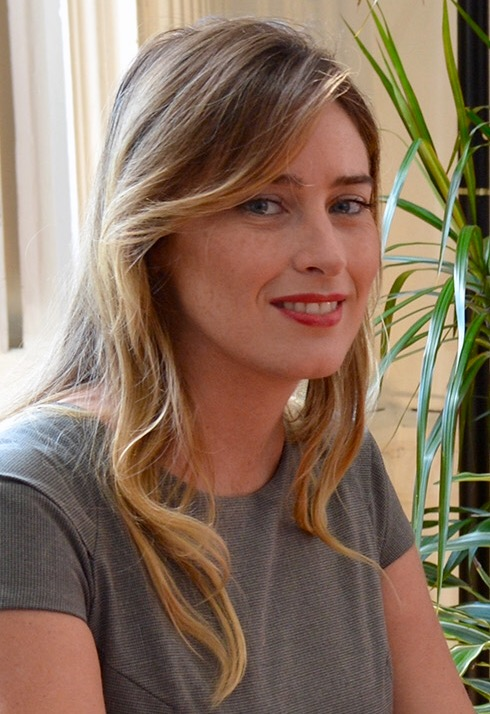
Мария Элена Боски в 2016 году.

5 апреля 2016 года Боски в течение полутора часов отвечала на вопросы троих магистратов, занимающихся расследованием случая с обнародованием перехвата телефонного разговора уже ушедшей к этому моменту в отставку Федерики Гуиди (бывшего министра экономического развития Италии) со своим другом Джанлукой Джемелли, в котором она якобы пообещала ему обеспечить внесение выгодной для Джемелли поправки в финансовый «закон стабильности». В числе прочего Гуиди сообщила собеседнику, что Боски также поддерживает внесение в закон упомянутой поправки. Вечером 3 апреля Марии Элене Боски сообщили о времени и месте запланированной встречи с магистратами, она явилась на неё и ответила на все вопросы. В прессе уточняется, что это не был допрос, министра только опросили как человека, осведомлённого о подробностях дела, интересующего следствие.

#### Новые полномочия
10 мая 2016 года Боски в дополнение к своим прежним обязанностям получила полномочия в области обеспечения равных возможностей и международного усыновления. В этом новом качестве она возглавила Комиссию по международным усыновлениям после того, как её предшественница Сильвия Делла Моника была освобождена от этой должности по инициативе правоцентристского сенатора Карло Джованарди, поскольку по закону комиссию должен возглавлять либо премьер-министр, либо министр по делам семьи. Этим требованиям Боски также не удовлетворяет (вопросы семейной политики входят в компетенцию министра без портфеля Энрико Коста). Кроме того, в католических кругах возникли опасения, что следствием данного назначения станет легализация усыновления однополыми браками, но премьер-министр Маттео Ренци в своём публичном заявлении эти утверждения опроверг.

### Секретарь аппарата правительства Джентилони (2016—2018)
12 декабря 2016 года после отставки правительства Ренци вступила в должность секретаря аппарата сформированного в этот день правительства Джентилони.

### В Палате депутатов (с 2018)
Парламентские выборы 4 марта 2018 года принесли поражение Демократической партии, но Боски одержала победу в одномандатном округе Больцано, получив 41,23 % голосов избирателей. 21 июня 2018 года вошла в V комиссию Палаты депутатов (бюджет, казначейство и планирование).
18 сентября 2019 года Боски перешла в основанную Маттео Ренци новую партию «Италия Вива», которая вместе с Демократической партией поддержала второе правительство Конте. 24 сентября возглавила партийную фракцию в Палате депутатов.

## Частная жизнь и характеристика личности

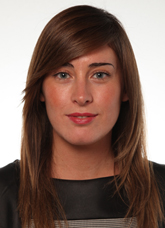
Официальное фото Боски на сайте Палаты депутатов.

Боски является католичкой (в юности у себя на родине участвовала в рождественских представлениях в роли Девы Марии). В интервью Vanity Fair она призналась, что мечтает о постоянном партнёре и троих детях. Выступает за признание равенства гомосексуальных и гетеросексуальных пар, а в будущем, когда общество будет готово — за официальное признание гей-браков. Еженедельник Oggi опубликовал информацию о частной жизни Боски: в прошлом у неё была связь с актёром Андреа Савелли, но даже после разрыва между ними сохраняются хорошие отношения. Работа в правительстве Ренци также создаёт сложности, поскольку ведётся «стахановскими темпами» (ritmi stakanovisti).
4 июня 2013 года Боски в качестве депутата парламента подписала декларацию об имущественном положении, в которой заявила о владении акциями Banca Etruria (10 %) и кооперативного кредитного Banca Valdarno (10 %), а также о том, что до 4 июня 2013 года являлась членом совета директоров водопроводной компании Publiacqua S.p.A..
После министерского назначения Боски в Интернете получила широкое распространение фотография, на которой она, склонившись над столом при подписании текста присяги, случайно якобы продемонстрировала краешек своего нижнего белья. Фотография признана поддельной, и последним её опубликовал немецкий таблоид Bild, снабдив комментарием: хотя снимок неаутентичен, он всё же приятен для глаз.
Молодость и внешность Боски привлекают к ней наибольшее внимание и, видимо, мешают людям воспринимать её как политика. Даже крестивший её священник Альберто Галлорини (Alberto Gallorini) вспоминает о ней: «Красивая и скрытная». Но другие говорят о Марии Элене как о знатоке катехизиса, она даже проводила уроки в церкви, постоянно была занята делом, любознательна. Известно высказывание Берлускони: «Вы слишком красивы для коммунистки», на что Боски ему ответила: «Премьер-министр, коммунистов больше нет». Журналист газеты la Stampa Андреа Малагути (Andrea Malaguti) считает, что она часто добивается успеха в публичных диспутах, поскольку обращается к логике там, где соперники апеллируют к здравому смыслу.